# Jürgen Heinze
Jürgen Heinze (* 11. Dezember 1957) ist ein deutscher Zoologe (Entomologie, Evolutionsbiologie, Verhaltensforschung), der sich mit sozialen Insekten befasst.
Heinze studierte (mit einem Stipendium der Studienstiftung des deutschen Volkes) Biologie an der TH Darmstadt, an der er 1988 bei A. Buschinger promoviert wurde. Die Dissertation war über den Königinnenpolymorphismus einer nordamerikanischen Knotenameisenart der Gattung Leptothorax. Als Post-Doktorand war er 1988/89 bei Edward O. Wilson an der Harvard University und unternahm weitere Freilandstudien an Leptothorax. 1989 bis 1995 war er wissenschaftlicher Assistent bei Bert Hölldobler an der Universität Würzburg, an der er sich 1994 habilitierte (Kooperation und Konflikt im Ameisenstaat). 1995/96 war er Heisenbergstipendiat der DFG. 1996 wurde er Professor für Zoologie an der Friedrich-Alexander-Universität Erlangen-Nürnberg und 2000 Professor an der Universität Regensburg (Lehrstuhl für Biologie 1).
Er befasst sich mit Konflikten und Konfliktlösungen bei sozialen Insekten (insbesondere Ameisen), der Organisation von deren Staaten und deren Reproduktionsstrategien (im Gegensatz zu vielen anderen Tieren herrscht hier nicht ein negativer Zusammenhang zwischen Alterung und Fortpflanzungserfolg – die Königinnen sind fruchtbar und langlebig, die Arbeiterinnen steril und kurzlebig). Heinze untersuchte, wie die Genexpression sich bei Königinnen und Arbeiterinnen (beide mit gleichen Genen, die einen fruchtbar, die anderen nicht) unterscheidet und wie die größere Lebensdauer der Königinnen zustande kommt. Er fand, dass es in Ameisenstaaten häufig Konflikte gibt, aber auch Mechanismen der Befriedung über Duftstoffe. So tarnen sich Typen von Männchen bei Konflikten mit anderen Männchen, indem sie weibliche Duftstoffe benutzen.
2004 wurde er in der Sektion Organismische und Evolutionäre Biologie unter der Matrikel-Nr. 6952 als Mitglied in die Deutsche Akademie der Naturforscher Leopoldina und 2008 als Mitglied in die Bayerische Akademie der Wissenschaften aufgenommen. Seit 2008 ist er im Exekutivkomitee der International Society of Zoological Sciences. 2018 wurde er Mitglied des Wissenschaftsrats und war von 2009 bis 2015 im Senat der DFG. 2021 erhielt er die Karl-Ritter-von-Frisch-Medaille.
Er ist Herausgeber von Frontiers in Zoology und Mitherausgeber von Behavioral Ecology and Sociobiology.